# Rüştü Reçber
Rüştü Reçber (Antalya, 10 mei 1973), bijgenaamd de Panter, is een voormalig Turks profvoetballer. Hij speelde als keeper voor Fenerbahçe, FC Barcelona, Beşiktaş en het Turks nationaal elftal.

## Carrière
In 1994 begon Rüstu zijn profloopbaan bij Fenerbahçe uit Istanboel. In 1995 werd hij met de Turkse club landskampioen. De meeste indruk maakte Rüstu echter in het nationale team. Met Turkije won hij brons op het Wereldkampioenschap voetbal 2002. Rüştü leverde een grote bijdrage aan het bereiken van die derde plaats. In de verkiezing tot doelman van het toernooi hoefde Rüstu alleen de Duitser Oliver Kahn voor zich te dulden.
In 2003 vertrok de doelman naar FC Barcelona. Zijn periode bij de Catalaanse club liep uit op een grote mislukking. Víctor Valdés was de eerste keeper bij Barcelona en Rüstu speelde daardoor slechts vier competitieduels. Als hij speelde viel hij bovendien vooral op door zijn blunders. Tegen Celta de Vigo liet de Turkse keeper een terugspeelbal van Carles Puyol van zijn voeten springen, waarna Savo Milošević zijn ploeggenoot Jesuli aanspeelde. Vrijstaand voor open doel maakte de Spaanse middenvelder geen fout.
Tegen Racing de Santander maakte Rüstu drie grote fouten, met als resultaat een 3-0 nederlaag voor Barça. Trainer Frank Rijkaard van FC Barcelona verhuurde hem in de seizoenen 2004/05 en 2005/06 aan zijn oude club Fenerbahçe. In 2006 verliet Rüştü FC Barcelona definitief voor Fenerbahçe. Na het seizoen 2006/2007 werd het duidelijk dat Rüştü het volgende seizoen niet meer zou spelen door de hevige concurrentie van Volkan Demirel en Serdar Kulbilge, dus vertrok hij naar rivaal en stadsgenoot Beşiktaş JK. Daar beëindigde hij in 2012 op 39-jarige leeftijd zijn actieve carrière.
Rüştü, die vooral herkend wordt door zijn lange haren, wordt ook nog steeds in één adem genoemd met zijn beruchte karatetrap. In de interlandwedstrijd tussen Engeland en Turkije, waarin Kieron Dyer diep werd gestuurd en niemand iets verwacht dook Rüştü, geheel onverwacht, ter hoogte van de middenlijn op. Wanneer de bal op hoofdhoogte is besloot Rüştü de bal weg te trappen met een karatetrap. Dyer, die de bal voor zichzelf door wilde koppen, krijgt deze trap te verwerken.
De bal stuitert nog iets door waarna Rüştü met een omhaal de bal weg probeert te krijgen. Dit incident werd door toenmalig topscheidsrechter Pierluigi Collina afgedaan met slechts een gele kaart.

## Clubstatistieken
| Seizoen | Club         | Competitie       | Duels | Goals |
| ------- | ------------ | ---------------- | ----- | ----- |
| 1991/92 | Antalyaspor  | Süper Lig        | 1     | 0     |
| 1992/93 | Antalyaspor  | Süper Lig        | 1     | 0     |
| 1993/94 | Antalyaspor  | Süper Lig        | 33    | 0     |
| 1994/95 | Fenerbahçe   | Süper Lig        | 9     | 0     |
| 1995/96 | Fenerbahçe   | Süper Lig        | 29    | 0     |
| 1996/97 | Fenerbahçe   | Süper Lig        | 27    | 0     |
| 1997/98 | Fenerbahçe   | Süper Lig        | 33    | 0     |
| 1998/99 | Fenerbahçe   | Süper Lig        | 30    | 0     |
| 1999/00 | Fenerbahçe   | Süper Lig        | 25    | 0     |
| 2000/01 | Fenerbahçe   | Süper Lig        | 33    | 0     |
| 2001/02 | Fenerbahçe   | Süper Lig        | 30    | 0     |
| 2002/03 | Fenerbahçe   | Süper Lig        | 24    | 0     |
| 2003/04 | FC Barcelona | Primera División | 4     | 0     |
| 2004/05 | Fenerbahçe   | Süper Lig        | 29    | 0     |
| 2005/06 | Fenerbahçe   | Süper Lig        | 17    | 0     |
| 2006/07 | Fenerbahçe   | Süper Lig        | 23    | 0     |
| 2007/08 | Beşiktaş     | Süper Lig        | 22    | 0     |
| 2008/09 | Beşiktaş     | Süper Lig        | 29    | 0     |
| 2009/10 | Beşiktaş     | Süper Lig        | 25    | 0     |
| 2010/11 | Beşiktaş     | Süper Lig        | 11    | 0     |
| 2011/12 | Beşiktaş     | Süper Lig        | 12    | 0     |
| Totaal  | Totaal       | Totaal           | 432   | 0     |

1 Erkan ·
2 R. Çetin ·
3 Özalan ·
4 İnceefe ·
5 Kerimoğlu ·
6 Sağlam ·
7 Mandıralı ·
8 Temizkanoğlu ·
9 Şükür ·
10 O. Çetin  ·
11 Çıkırıkçı ·
12 Yiğit ·
13 Zafer ·
14 Sancaklı ·
15 Korkut ·
16 Yalçın ·
17 Ercan ·
18 Erdem ·
19 Kafkas ·
20 Korkmaz ·
21 Göymen ·
22 Reçber ·
Coach: Terim
1 Reçber ·
2 Havutçu ·
3 Temizkanoğlu  ·
4 Akyel ·
5 Özalan ·
6 Erdem ·
7 Buruk ·
8 Kerimoğlu ·
9 Şükür ·
10 Yalçın ·
11 Korkut ·
12 Çatkıç ·
13 Özköylü ·
14 Kaya ·
15 Izzet ·
16 Penbe ·
17 Derelioğlu ·
18 Akman ·
19 Ercan ·
20 Ünsal ·
21 Tuncay ·
22 Davala ·
Coach: Denizli
1 Reçber ·
2 Emre Aşık ·
3 Korkmaz ·
4 Akyel ·
5 Özalan ·
6 Erdem ·
7 Buruk ·
8 Kerimoğlu ·
9 Şükür  ·
10 Baştürk ·
11 Şaş ·
12 Çatkıç ·
13 Izzet ·
14 Havutçu ·
15 Nihat ·
16 Ümit Özat ·
17 Mansız ·
18 Penbe ·
19 Ercan ·
20 Ünsal ·
21 Emre Belözoğlu ·
22 Ümit Davala ·
23 Özgültekin ·
Coach: Güneş
1 Rüştü ·
2 Sonkaya ·
3 Korkmaz  ·
4 Akyel ·
5 Özalan ·
6 Penbe ·
7 Balcı ·
8 Arslan ·
9 Şanlı ·
10 Baştürk ·
11 Nihat ·
12 Çatkıç ·
13 Yıldırım ·
14 Barış ·
15 Üzülmez ·
16 Yılmaz ·
17 Servet ·
18 Kartal ·
19 Ateş ·
20 Şahin ·
21 Toraman ·
22 Karadeniz ·
23 Şahin ·
Coach: Güneş
1 Reçber ·
2 Servet ·
3 Balta ·
4 Zan ·
5 Emre Belözoğlu  ·
6 Mehmet Topal ·
7 Mehmet Aurélio ·
8 Nihat ·
9 Şentürk ·
10 Karadeniz ·
11 Metin ·
12 Zengin ·
13 Emre Güngör ·
14 Turan ·
15 Emre Aşık ·
16 Boral ·
17 Tuncay Şanlı ·
18 Kâzım-Richards ·
19 Akman ·
20 Sarıoğlu ·
21 Erdinç ·
22 Altıntop ·
23 Demirel ·
Coach: Terim